# Yoshiteru Yamashita
Yoshiteru Yamashita, född 21 november 1977 i Fukuoka prefektur, Japan, är en japansk tidigare fotbollsspelare.